# Holly Goldberg Sloan
Pour les articles homonymes, voir Goldberg et Sloan.
Holly Goldberg Sloan est une scénariste, productrice et réalisatrice née en 1958. 
Elle est l'auteur du roman jeunesse La Vie par 7, qui reçoit le Prix jeunesse des libraires du Québec 2015.

## Filmographie
Comme scénariste
- 2000 : L'Ange du stade (Angels in the Infield) (TV)
- 1993 : Made in America
- 1994 : Une équipe aux anges (Angels in the Outfield)
- 1995 : The Big Green
- 1999 : The Secret Life of Girls
- 2000 : Whispers: An Elephant's Tale
- 2002 : Traqueur de croco en mission périlleuse (The Crocodile Hunter: Collision Course)

Comme productrice
- 1987 : Maid to Order
- 1992 : Indecency (TV)
- 1994 : Une équipe aux anges (Angels in the Outfield)

Comme réalisatrice
- 1995 : The Big Green
- 1999 : The Secret Life of Girls

## Ouvrages
Romans jeunesse
- Cavale ((en) I'll be there), Gallimard jeunesse, 2012  Gouden Lijst (prijs jeugdliteratuur) (nl) 2013
- La Vie par 7 ((en)  Counting by 7s), Gallimard jeunesse, 2014  Prix jeunesse des libraires du Québec 2015[2]